# Paltostoma shannoni
Paltostoma shannoni är en tvåvingeart som beskrevs av Edwards 1929. Paltostoma shannoni ingår i släktet Paltostoma och familjen Blephariceridae.
Artens utbredningsområde är Peru. Inga underarter finns listade i Catalogue of Life.